# Петроман
Петроман (рум. Petroman) је насељено место у градској општини Чаково, округ Тимиш у Румунији. Налази се на надморској висини од 81 -м.

## Прошлост
По "Румунској енциклопедији" место се први пут јавља у документима 1333. године. Када су протерани Турци 1717. године је ту пописано 60 кућа. Многи православци су током 19. века прешли у "унију" и затим саградили себи нову цркву, средином 19. века.
Петроман је 1764. године православна парохија у Чаковачком протопрезвирату. У месту су 1768. године уведене православне матице рођени - крштених, а 1779. године остале две. Аустријски царски ревизор Ерлер је констатовао 1774. године да место припада Чаковачком округу и дистрикту. Становништво је било претежно влашко. Када је 1797. године пописан православни клир ту су била четири свештеника. Пароси, поп Павле Поповић (рукоп. 1772), поп Мартин Поповић (1773) и ђакон Максим Поповић (1791) знали су само румунски језик. Док је само поп Петар Мику (1787) знао и српски и румунски језик.
Постоји 1846. године православна црква посвећена Св. апостолима Петру и Павлу - празнику Петровдан. Пароси су поп Григорије Поповић и поп Трифон Царан, док је капелан али и сеоски учитељ поп Петар Поповић. У Петроману живи 1846. године 2.336 становника. Постоји народна школа коју похађа само 64 ученика.

## Становништво
Према попису из 2002. године у насељу је живело 736 становника.

### Попис2002.
| Етнички састав према попису из 2002. године‍ | Етнички састав према попису из 2002. године‍ | Етнички састав према попису из 2002. године‍ | Етнички састав према попису из 2002. године‍ | Етнички састав према попису из 2002. године‍ |
| ------------------------------------------- | ------------------------------------------- | ------------------------------------------- | ------------------------------------------- | ------------------------------------------- |
|                                             |                                             |                                             |                                             |                                             |
| Румуни                                      | Румуни                                      |                                             | 696                                         | 95,3%                                       |
| Роми                                        | Роми                                        |                                             | 28                                          | 3,8%                                        |
| Мађари                                      | Мађари                                      |                                             | 6                                           | 0,8%                                        |